# Provincia Central (Kenia)
La Provincia Central (en kiswahili: Mkoa wa Kati) fue una provincia de Kenia, desaparecida en 2013. Su capital era Nyeri.
Actualmente se designa con este nombre a una región geográfica situada al norte de Nairobi que comprende cinco condados: Kiambu, Kirinyaga, Murang'a, Nyandarua y Nyeri. Esta región es la tierra ancestral de los kĩkũyũ.

## Administración

### Condados
5 condados:
| Condado   | Capital  |
| --------- | -------- |
| Kiambu    | Kiambu   |
| Kirinyaga | Kerugoya |
| Murang'a  | Murang'a |
| Nyandarua | Ol Kalou |
| Nyeri     | Nyeri    |

### Distritos
La Provincia Central estaba dividida en siete distritos (wilaya) hasta 2007:
| Distrito  | Capital   |
| --------- | --------- |
| Kiambu    | Kiambu    |
| Kirinyaga | Kerugoya  |
| Maragua   | Maragua   |
| Murang'a  | Murang'a  |
| Nyandarua | Nyahururu |
| Nyeri     | Nyeri     |
| Thika     | Thika     |